# Roland Jupiter-4
Roland Jupiter-4 (ofta förkortad JP-4) är en analog synthesizer från Roland Corporation. Den tillverkades mellan åren 1978 och 1981 och var Rolands första polyfoniska synt (4 rösters polyfoni). De fyra rösterna genereras av fyra identiska röstkort där varje kort har en VCO (med sub-oscillator), VCF (resonant lågpassfilter) och en VCA. För modulering finns två ADSR per röst (en för filtret och en för VCA) samt en LFO. LFO:n kan styra oscillatorernas tonhöjd, pulsbreddsmodulering, brytfrekvens för VCF och volym. LFO:n är känd för att vara en av de långsammaste på en serietillverkad synt, men den kan även gå upp i hörbara frekvenser (runt 100 Hz) vilket gör den väldigt flexibel. Jupiter 4:an innehåller också ett högpassfilter och ett välljudande stereochorus.
Även om alla ljudalstrande kretsar är analoga är Roland Jupiter-4 inte helt analog eftersom den innehåller digitala styrkretsar. De digitala styrkretsarna gör att man kan spara de ljud man har programmerat och styra hur de fyra rösterna ska spelas (arpeggio, unison m.m.). Detta styrsystem döpte Roland till "Compuphonic". I minnet finns plats för 8 användargenererade och 10 förprogrammerade ljud. Jupiter-4 är en av de första syntar som utrustats med en arpeggiator, om än en ganska begränsad sådan.
Synten saknar gränssnitt för extern styrning, till exempel CV eller MIDI, men det finns exempel där användare själva med enkla medel har byggt kretsar som möjliggör extern styrning vilket kan göra det enklare att införliva den i en modern musikstudio.
Fysiskt är det en stor, tung och robust synt. Gavlarna är av trä och frontpanelen är tjock plåt.

## Kända artister/band som har använt Jupiter-4
- Devo
- Duran Duran
- Gary Numan
- Meat Beat Manifesto
- Stevie Wonder
- The Cars
- Thomas Dolby
- Level 42
- David Bowie
- The Human League
- Heaven 17
- John Foxx
- Isao Tomita
- Simple Minds
- Moog Cookbook
- Depeche Mode
- Yazoo
- Spandau Ballet
- Tangerine Dream
- Vangelis
- Saint Etienne
- Soft Cell